# Jed Lowrie
Jed Carlson Lowrie (né le 17 avril 1984 à Salem, Oregon, États-Unis) est un joueur de champ intérieur des Athletics d'Oakland de la Ligue majeure de baseball. 

## Carrière

### Red Sox de Boston

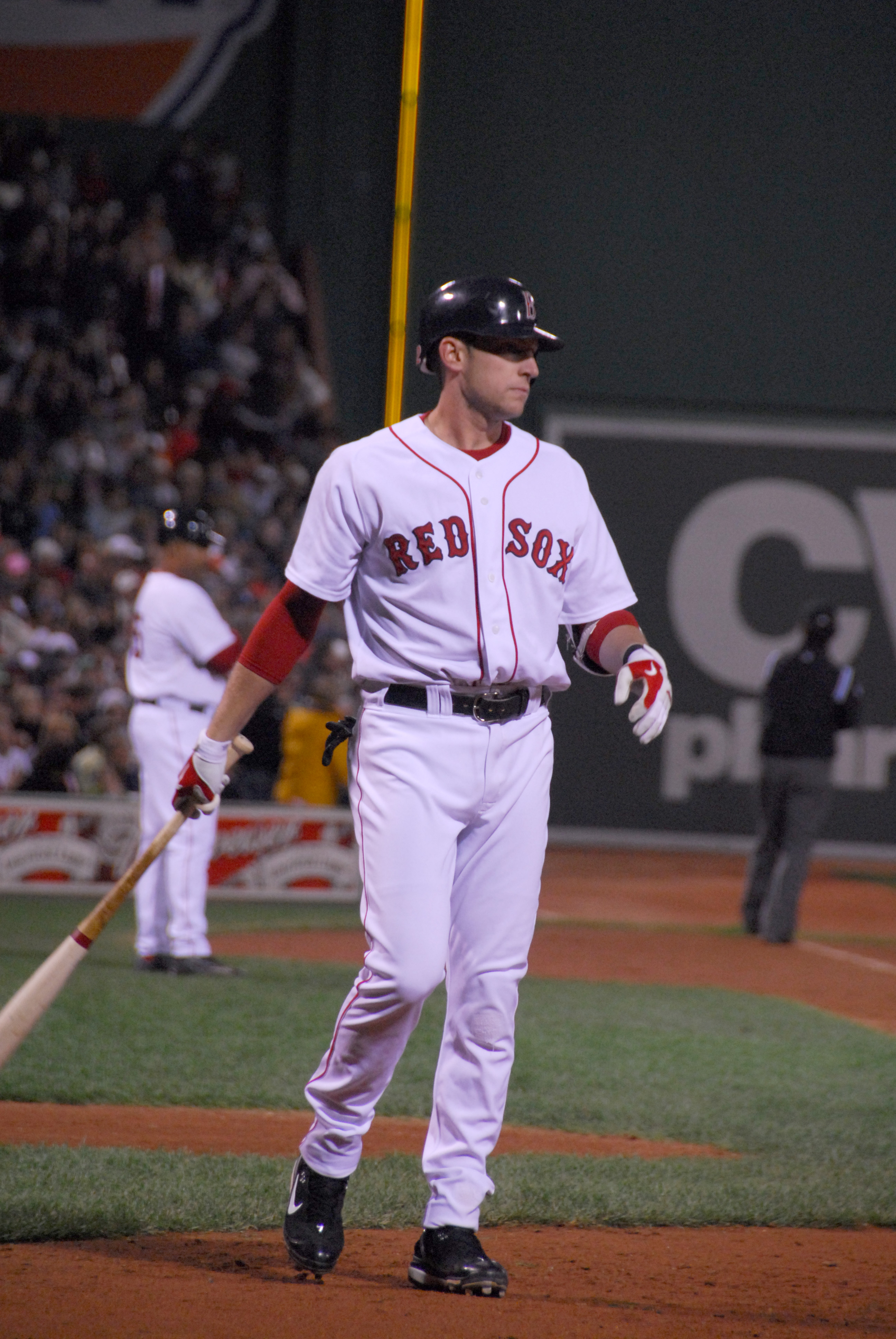
Jed Lowrie avec les Red Sox en 2008 à Fenway Park.

Joueur du Cardinal de l'université Stanford, en Californie, Jed Lowrie est sélectionné par les Red Sox de Boston au premier tour (45e choix) lors du repêchage amateur de juin 2005. Il est frappeur ambidextre.
Lowrie a fait ses débuts avec Boston le 15 avril 2008, après avoir été rappelé des ligues mineures. Au cours de sa première saison avec les Red Sox, il a été utilisé pour compenser les absences du joueur de troisième but Mike Lowell et de l'arrêt-court Julio Lugo, blessés. Lowrie a pris part à 81 parties en 2008, frappant dans une moyenne de ,258 et produisant 46 points. De ses 67 coups sûrs, 25 furent des doubles.
Lors des Séries de division, Lowrie fit produire le point gagnant qui permit aux Red Sox d'éliminer les Angels de Los Angeles. En Série de championnat, il fut cependant le dernier joueur retiré dans le match #7, qui vit les Rays de Tampa Bay éliminer Boston.
Lowrie patrouille l'arrêt-court, le troisième but et parfois le deuxième but lors de son séjour à Boston. Des blessures réduisent aussi son temps de jeu. En 2010, il claque 9 circuits et frappe pour ,287 de moyenne au bâton, mais en seulement 55 parties jouées. 
Il dispute 88 matchs en 2011 et produit un sommet personnel de 36 points. Le 16 août, il amorce du troisième but un triple jeu à Fenway Park contre les Rays de Tampa Bay.

### Astros de Houston
Le 14 décembre 2011, les Red Sox échangent Lowrie et le lanceur droitier Kyle Weiland aux Astros de Houston en retour du lanceur droitier Mark Melancon.
Lowrie est arrêt-court pour les Astros en 2012 et dispute 97 matchs. Il est deuxième dans l'équipe pour les circuits avec 16 et il produit 42 points. Sa moyenne au bâton s'élève à ,244.

### Athletics d'Oakland

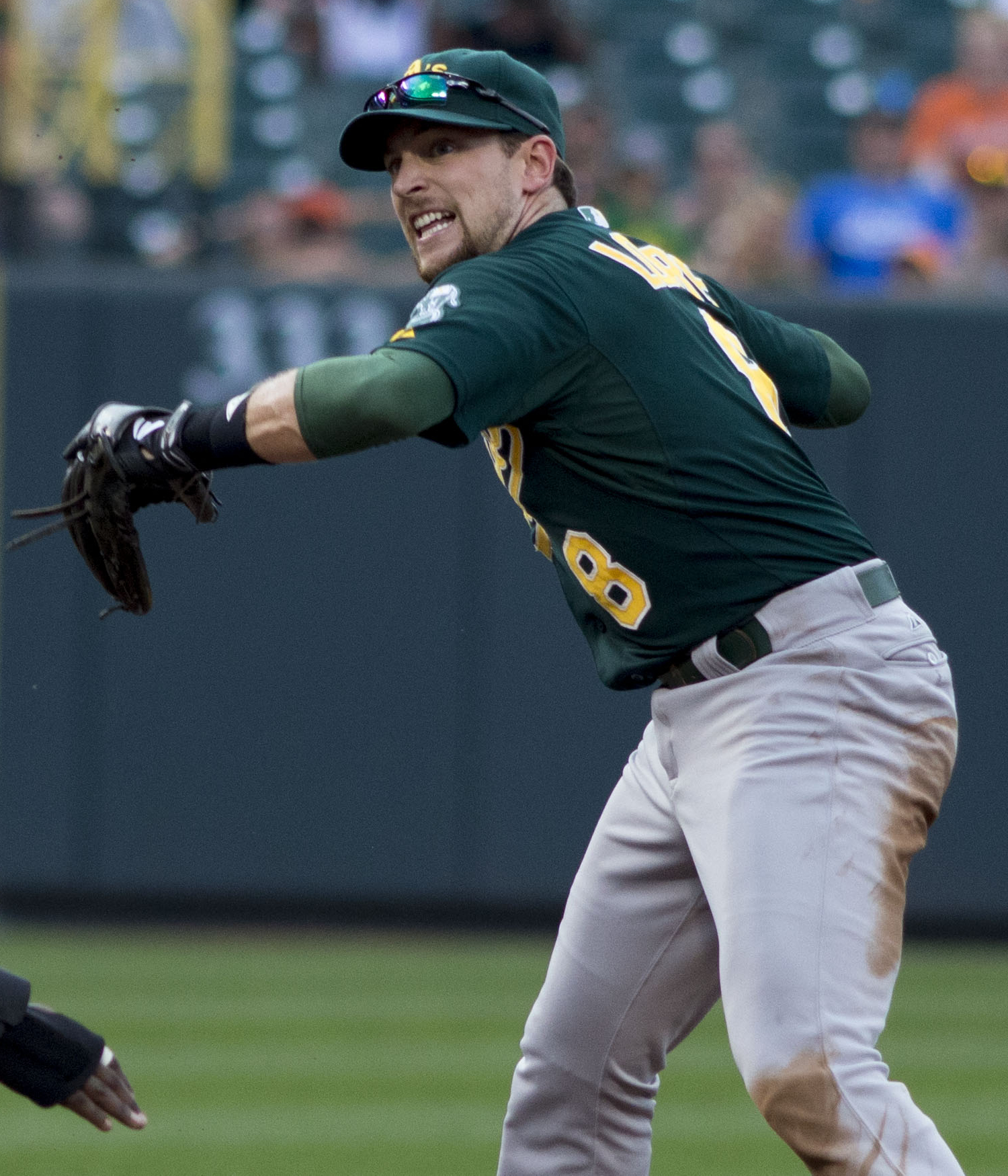
Jed Lowrie en 2013 avec les Athletics d'Oakland.

Le 4 février 2013, les Astros de Houston échangent Jed Lowrie et le releveur droitier Fernando Rodriguez aux Athletics d'Oakland, contre le joueur de premier but Chris Carter, le lanceur droitier Brad Peacock et le receveur Max Stassi.
Lowrie frappe pour ,271 de moyenne au bâton avec 21 circuits, 139 points marqués et 125 points produits en 290 matchs des Athletics en 2013 et 2014. En éliminatoires, il se distingue un simple, un circuit et 3 points produits dans le 4e match de la Série de divisions 2013 entre Oakland et les Tigers de Détroit.

### Retour à Houston
Devenu agent libre, Lowrie retourne en décembre 2014 chez les Astros de Houston, de qui il accepte un contrat de 3 saisons.
En 2015, Lowrie est absent durant trois mois après une déchirure d'un ligament du pouce. En 69 matchs joués pour les Astros, il ne frappe que pour ,222 de moyenne au bâton avec 9 coups de circuit. Il ne frappe aucun coup sûr en 4 voyages au bâton dans les séries éliminatoires. Il amorce la saison à l'arrêt-court et le jeune Carlos Correa est appelé à la remplacer lorsqu'il tombe sur la liste des blessés. À son retour au jeu, Lowrie est muté au poste de joueur de troisième but,.

### Retour à Oakland
Lowrie est rapatrié par les Athletics d'Oakland le 25 novembre 2015 lorsque ceux-ci font son acquisition de Houston en échange du lanceur droitier des ligues mineures Brendan McCurry. Les Athletics envisagent d'utiliser Lowrie à plusieurs positions du champ intérieur pour la saison 2016.

## Statistiques
| Saison | Équipe | G   | AB  | R  | H   | 2B | 3B | HR | RBI | SB | BA    |
| ------ | ------ | --- | --- | -- | --- | -- | -- | -- | --- | -- | ----- |
| 2008   | Boston | 81  | 260 | 34 | 67  | 25 | 3  | 2  | 46  | 1  | 0,339 |
| 2009   | Boston | 32  | 68  | 5  | 10  | 2  | 0  | 2  | 11  | 0  | 0,147 |
| 2010   | Boston | 55  | 171 | 31 | 49  | 14 | 0  | 9  | 24  | 1  | 0,287 |
| Totaux | Totaux | 168 | 499 | 70 | 126 | 43 | 3  | 13 | 81  | 2  | 0,235 |

| Saison | Équipe | G  | AB | R | H | 2B | 3B | HR | RBI | SB | BA    |
| ------ | ------ | -- | -- | - | - | -- | -- | -- | --- | -- | ----- |
| 2008   | Boston | 9  | 29 | 4 | 6 | 1  | 0  | 0  | 2   | 0  | 0,316 |
| 2009   | Boston | 3  | 2  | 0 | 0 | 0  | 0  | 0  | 0   | 0  | 0,000 |
| Totaux | Totaux | 12 | 31 | 4 | 6 | 1  | 0  | 0  | 2   | 0  | 0,194 |

Note : G = Matches joués ; AB = Passages au bâton; R = Points ; H = Coups sûrs ; 2B = Doubles ; 3B = Triples ; 
HR = Coup de circuit ; RBI = Points produits ; SB = Buts volés ; BA = Moyenne au bâton.